# ユタ・ジャズのチーム記録
ユタ・ジャズチーム記録はNBAのユタ・ジャズのチーム記録である。
現役選手の記録も取り上げる。各部門のランク中、太字の（現役）は現在このチームに在籍していることを表す。
- 各部門のランク内では2024-2025シーズンまでの記録を反映している。

## 通算得点
1. 36,374　カール・マローン
2. 19,711　ジョン・ストックトン
3. 13,635　エイドリアン・ダントリー
4. 12,391　ダレル・グリフィス
5. 9,897　サール・ベイリー
6. 8,411　アンドレイ・キリレンコ
7. 8,324　ピート・マラビッチ
8. 8,234　ドノバン・ミッチェル（現役）
9. 8,077　ゴードン・ヘイワード
10. 7,592　ルディ・ゴベア（現役）

## 通算リバウンド
1. 14,601　カール・マローン
2. 7,119　ルディ・ゴベア（現役）
3. 6,939　マーク・イートン
4. 4,626　デリック・フェイバーズ（現役）
5. 4,050　ジョン・ストックトン
6. 3,978　グレッグ・オスタータグ
7. 3,972　リッチ・ケリー
8. 3,881　サール・ベイリー
9. 3,836　アンドレイ・キリレンコ
10. 3,792　ポール・ミルサップ

## 通算アシスト
1. 15,806　ジョン・ストックトン（NBA歴代1位）
2. 5,085　カール・マローン
3. 4,159　リッキー・グリーン
4. 4,003　デロン・ウィリアムス
5. 2,213　ジョー・イングルス（現役）
6. 1,919　アンドレイ・キリレンコ
7. 1,895　ジェフ・ホーナセック
8. 1,844　ピート・マラビッチ
9. 1,762　ゴードン・ヘイワード
10. 1,702　エイドリアン・ダントリー

## 通算ブロック（73-74シーズンから）
1. 3,064　マーク・イートン
2. 1,380　アンドレイ・キリレンコ
3. 1,357　ルディ・ゴベア（現役）
4. 1,253　グレッグ・オスタータグ
5. 1,125　カール・マローン
6. 879　サール・ベイリー
7. 840　デリック・フェイバーズ（現役）
8. 520　ポール・ミルサップ
9. 517　ベン・ポケット
10. 498　リッチ・ケリー

## 通算スティール（73-74シーズンから）
1. 3,265　ジョン・ストックトン（NBA歴代1位)
2. 2,035　カール・マローン
3. 1,100　リッキー・グリーン
4. 960　アンドレイ・キリレンコ
5. 931　ダレル・グリフィス
6. 728　ブライオン・ラッセル
7. 618　ジェフ・ホーナセック
8. 604　ポール・ミルサップ
9. 544　ジョー・イングルス（現役）
10. 527　ゴードン・ヘイワード

## 出場試合
1. 1,504　ジョン・ストックトン
2. 1,434　カール・マローン
3. 875　マーク・イートン
4. 765　ダレル・グリフィス
5. 708　サール・ベイリー
6. 700　グレッグ・オスタータグ
7. 681　アンドレイ・キリレンコ
8. 644　デリック・フェイバーズ（現役）
9. 628　ブライオン・ラッセル
10. 611　ルディ・ゴベア（現役）

### 連続試合出場
1. 609　ジョン・ストックトン（NBA8位)
2. 543　カール・マローン
3. 442　ジョン・ストックトン（引退前にも連続出場）

## 3ポイントシュート（NBAでは79-80より公式記録）成功
1. 1,071　ジョー・イングルス（現役）
2. 958　ドノバン・ミッチェル（現役）
3. 845　ジョン・ストックトン
4. 821　ジョーダン・クラークソン（現役）
5. 689　ゴードン・ヘイワード
6. 550　ボヤン・ボグダノビッチ（現役）
7. 540　ブライオン・ラッセル
8. 530　ダレル・グリフィス
9. 517　メメット・オカー
10. 513　ラウリ・マルカネン（現役）

## フリースロー成功
1. 9,619　カール・マローン
2. 4,788　ジョン・ストックトン
3. 3,814　エイドリアン・ダントリー
4. 2,520　アンドレイ・キリレンコ
5. 2,000　ルディ・ゴベア（現役）
6. 1,946　ゴードン・ヘイワード
7. 1,915　サール・ベイリー
8. 1,801　ピート・マラビッチ
9. 1,648　メメット・オカー
10. 1,615　デロン・ウィリアムス

## 50得点以上
68得点
- ピート・マラビッチ（vs NYK / 1977年2月25日）

61得点
- カール・マローン（vs MIL / 1990年1月27日）

57得点
- エイドリアン・ダントリー（vs CHI / 1982年12月4日）
- ドノバン・ミッチェル（vs DEN / 2020年8月17日）（プレーオフ）

56得点
- カール・マローン（vs GSW / 1998年4月7日）

55得点
- エイドリアン・ダントリー（vs DEN / 1981年2月6日）

53得点
- エイドリアン・ダントリー（vs DEN / 1982年4月10日）

52得点
- カール・マローン（vs CHH / 1989年12月22日）

51得点
- ピート・マラビッチ（vs KCK / 1976年12月14日）
- ピート・マラビッチ（vs PHX / 1977年3月18日）
- トラック・ロビンソン（vs NJN / 1978年11月21日）
- エイドリアン・ダントリー（vs DEN / 1981年1月7日）
- カール・マローン（vs GSW / 1995年12月9日）
- ドノバン・ミッチェル（vs DEN / 2020年8月23日）（プレーオフ）

50得点
- ピート・マラビッチ（vs WSB / 1976年12月26日）
- エイドリアン・ダントリー（vs LAL / 1979年11月27日）
- エイドリアン・ダントリー（vs DAL / 1980年10月31日）
- カール・マローン（vs SEA / 2000年4月22日）（プレーオフ）

## その他
- シーズン最多平均スタッツ
  - 得点：31.1　ピート・マラビッチ（1976-77シーズン）
  - リバウンド：15.7　トラック・ロビンソン（1977-78シーズン）
  - アシスト：14.5　ジョン・ストックトン（1989-90シーズン）（NBA記録）
  - スティール：3.2　ジョン・ストックトン（1988-89シーズン）
  - ブロック：5.6　マーク・イートン（1984-85シーズン）（NBA記録）
- シーズン最多通算スタッツ
  - 得点：2,540　カール・マローン（1989-90シーズン）
  - リバウンド：1,288　トラック・ロビンソン（1977-78シーズン）
  - アシスト：1,164　ジョン・ストックトン（1990-91シーズン）（NBA記録）
  - スティール：263　ジョン・ストックトン（1988-89シーズン）
  - ブロック：456　マーク・イートン（1984-85シーズン）（NBA記録）
- 新人最多平均スタッツ
  - 得点：20.6　ダレル・グリフィス（1980-81シーズン）
  - リバウンド：8.9　カール・マローン（1985-86シーズン）
  - アシスト：6.3　アイザイア・コリアー（2024-25シーズン）
- トリプル・ダブル達成回数（1979-80シーズンより公式記録）
  - 7回：ピート・マラビッチ
  - 6回：マーク・イートン
  - 3回：カール・マローン / アンドレイ・キリレンコ
- ジョン・ストックトンの他の記録
  - ターンオーバー：4,244（NBA/ABA歴代3位）
  - アウェイチームの1試合最多アシスト：27（NBA記録）
  - プレーオフ歴代1位の19年連続出場（キャリア全てのシーズン）
  - プレーオフ通算アシスト：1,839（歴代3位）
  - プレーオフ通算スティール：338（歴代5位）
  - プレーオフ通算出場：182（歴代17位）

## 主なアメリカ国籍以外の選手
- ゴーダン・ギリチェック（クロアチア）
- ラウル・ロペス（スペイン）
- メメット・オカー（トルコ）
- ラファエル・アラウージョ（ブラジル）
- アンドレイ・キリレンコ（ロシア）
- ルディ・ゴベア（フランス）
- ジョー・イングルス（オーストラリア）
- ダンテ・エクザム（オーストラリア）
- ラウル・ネト（ブラジル）
- リッキー・ルビオ（スペイン）
- ボヤン・ボグダノビッチ（クロアチア）
- ラウリー・マルカネン（フィンランド）
- ケリー・オリニク（カナダ）
- シモーネ・フォンテッキオ（イタリア）
- ルカ・シャマニッチ（クロアチア）
- オメール・ユルトセブン（トルコ）
- スビ・ミハイリュク（ウクライナ）